# Дасахлеба
Дасахлеба (груз. დასახლება) — село в Грузії.
За даними перепису населення 2014 року в селі проживає 403 особи.